# Knut Elliot
Knut Elis Elliot, född 13 augusti 1897 i Karlskrona, död 6 juli 1970 i Täby församling, Stockholms län, var en svensk jurist.
Knut Elliot avlade juris kandidatexamen vid Stockholms högskola 1919, gjorde därefter tingstjänstgöring 1920-1923 och blev assessor i Svea hovrätt 1930. Han blev fiskal 1934, hovrättsråd 1936, statssekreterare i jordbruksdepartementet 1935 samt statssekreterare och expeditionschef i handelsdepartementet 1937. Han var häradshövding i Medelpads östra domsaga 1944–1947 och president i Hovrätten för Nedre Norrland 1948–1964.

## Utmärkelser
- Kommendör av andra klassen av Nordstjärneorden, 5 juni 1937.[2]
- Kommendör av första klassen av Nordstjärneorden, 6 juni 1940.[3]
- Kommendör med stora korset av Nordstjärneorden, 6 juni 1958.[4]